# August Toepler

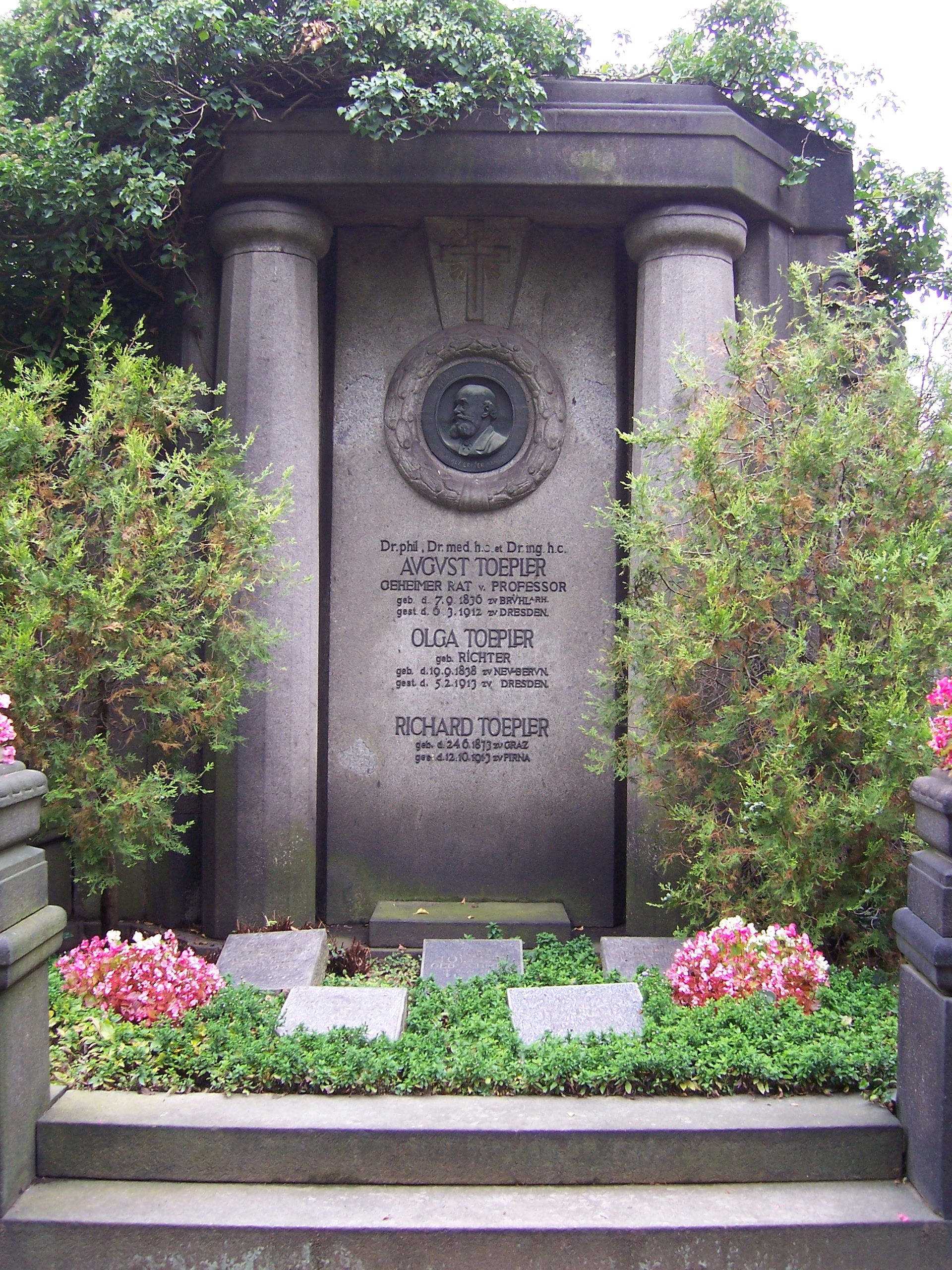
August Toeplers grav i Dresden.

August Joseph Ignaz Toepler, född 7 september 1836 i Brühl vid Bonn, död 6 mars 1912 i Dresden, var en tysk fysiker. 
Toepler blev professor 1865 vid Polytechnikum i Riga, 1869 vid universitetet i Graz och 1876 vid tekniska högskolan i Dresden, en befattning vilken han lämnade 1900.
Toepler konstruerade bland annat en kvicksilverluftpump, i vilken alla kranar och ventiler är ersatta med kvicksilverpelare. Oberoende av Wilhelm Holtz konstruerade han även en influensmaskin. Toepler uppfann även slirmetoden.